# Hugo Princz

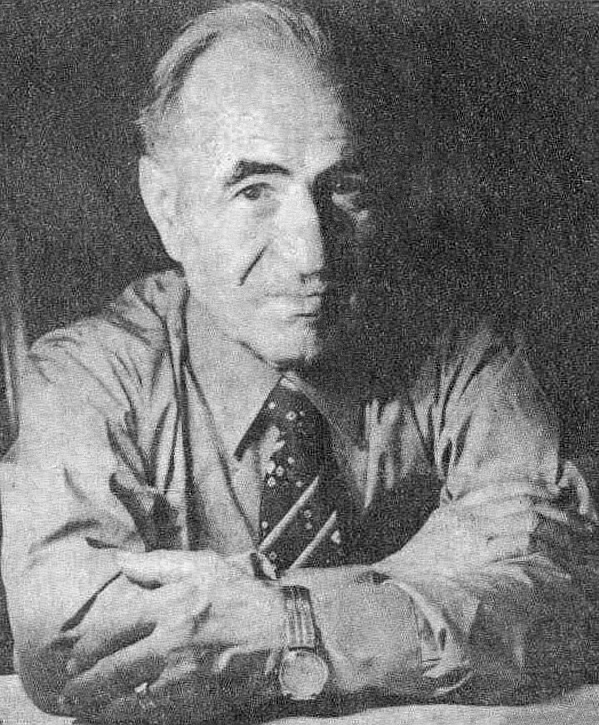
Hugo Princz (1992)

Hugo Princz (geboren am 22. November 1922 in Slivník; gestorben am 29. Juli 2001 in Highland Park, New Jersey) war ein amerikanischer Staatsbürger, der im slowakischen Landesteil der Tschechoslowakei aufgewachsen und wegen seiner jüdischen Herkunft ab 1942 unter anderem im Auschwitz der nationalsozialistischen Gewalt ausgeliefert war. Er musste Zwangsarbeit leisten, überlebte den Holocaust und kämpfte jahrzehntelang für eine Entschädigung, die deutsche Stellen stets ablehnten. Erst 1995, als seine Klagen gegen Deutschland und deutsche Großunternehmen in der amerikanischen Politik Rückhalt fanden, ließen sich Deutschland und die beklagten Unternehmen auf eine Zahlung ein.

## Biografie

### Herkunft und Jugend
Hugo Princz wurde 1922 als Kind von Herman und Gisela Princz in eine jüdische Familie geboren. Herman Princz war 1890 in die Vereinigten Staaten ausgewandert, hatte ab der Jahrhundertwende die amerikanische Staatsbürgerschaft und kehrte 1905 in seine Heimat zurück. Er besaß dort zwei Dorfläden, Ackerland und forstwirtschaftlich genutzten Wald. Zusammen mit seiner Frau hatte er acht Kinder. Hugo Princz besuchte die öffentliche Schule des Ortes, daneben erhielt er privaten Unterricht im Hebräischen. Wie alle seine Geschwister half er in den elterlichen Betrieben. Die Familie galt in ihrem lokalen Umfeld als gut situiert und integriert.

### Situation im Slowakischen Staat
Ab 1939, nach Etablierung des deutschfreundlichen Slowakischen Staates unter Führung von Jozef Tiso sowie der antidemokratisch-klerikalfaschistischen Hlinka-Partei, war auch die Familie Princz von den neuen Gesetzen zur Diskriminierung und Entrechtung der Juden betroffen. Nichtjüdische Nachbarn nutzten die Situation aus und übernahmen Teile der elterlichen Betriebe.
Hugo Princz wurde zusammen mit einem seiner Brüder verhaftet und für mehrere Wochen interniert. Ihnen wurde unterstellt, sie seien an einem Mord beteiligt gewesen. Die Polizei verdächtigte ausschließlich Juden und nahm aus jeder jüdischen Familie des Ortes eine Person als Geisel. Der Mordverdacht bestätigte sich nicht, alle Juden wurden freigelassen.
Herman Princz versuchte vor diesem Hintergrund, für sich und seine Familie die Übersiedlung in die Vereinigten Staaten in die Wege zu leiten. Hinderlich war hier der Verlust seiner amerikanischen Identitätspapiere. Sie waren von den Militärbehörden Österreich-Ungarns zu Beginn des Ersten Weltkrieges nicht wieder herausgegeben worden, als diese ihn zum Militärdienst einziehen wollten, Princz jedoch mit Hilfe dieser Dokumente glaubhaft machen konnte, dass er die amerikanische Staatsbürgerschaft besaß.
Um die Übersiedlung organisieren zu können, bat Herman Princz die amerikanische Botschaft in Prag um Ausstellung eines Reisepasses. Die amerikanische Vertretung kam dieser Bitte nicht nach, obgleich er in Budapest, wohin die amerikanische Botschaft mittlerweile verlegt worden war, seine amerikanische Staatsbürgerschaft bezeugte. Die Botschaft knüpfte an die Aushändigung des Reisepasses die Auflage, vorab Tickets für eine Schiffspassage in die USA vorzulegen. Aus diesem Grund scheiterten die Bemühungen, das Land zu verlassen.
Im März 1942, nach dem Eintritt der Vereinigten Staaten in den Zweiten Weltkrieg und der deutschen Kriegserklärung an die USA, umstellten mehrere Dutzend lokale Anhänger der Hlinka-Bewegung unter Führung eines slowakischen Polizisten das Haus der Familie und leiteten damit deren Deportation in das Generalgouvernement ein. Betroffen waren davon die Eltern, Hugo Princz, zwei seiner Brüder und eine Schwester. Diese Deportation war Teil der „Aktion David“, die zwischen dem 25. März und dem 20. Oktober 1942 durchgeführt wurde und mehr als 57.000 Juden mit Wohnsitz in der Slowakei betraf.

### Lagerhaft und Zwangsarbeit

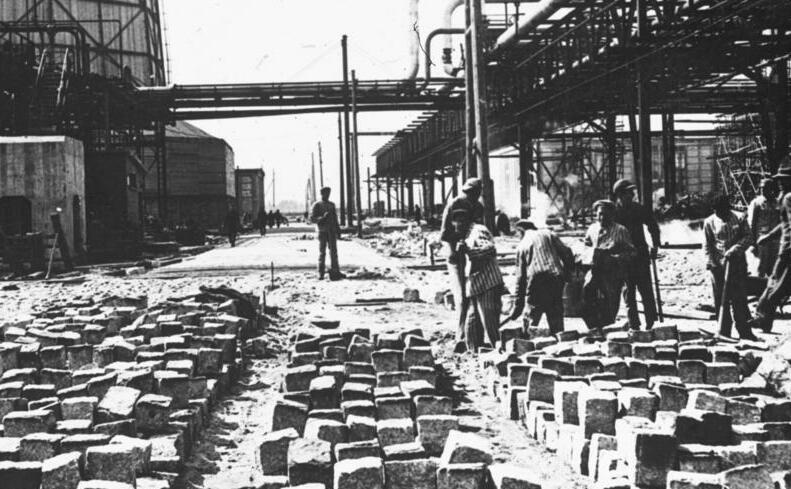
KZ-Häftlinge bei Straßenbauarbeiten in den Buna-Werken der IG Farben in Auschwitz (1941)

Der Deportationszug führte über Lublin. Hugo Princz und seine Brüder wurden in das dortige Konzentrationslager Majdanek eingewiesen. Seine Eltern und die Schwester wurden im Vernichtungslager Treblinka ermordet.
Von Majdanek aus wurden die Princz-Brüder nach Auschwitz verbracht. Eine der ersten Tätigkeiten für Hugo Princz (Häftlingsnummer 36707) bestand in Auschwitz-Birkenau im Abtransport der Leichen von Verhungerten oder Erschlagenen. Anschließend folgte mehrere Monate lang eine Ausbildung zum Maurer, Hintergrund waren umfassende Zwangsarbeitsvorhaben zur Vorbereitung der sogenannten Ostsiedlung. Nach Abbruch dieses Programms musste Princz wie einer seiner Brüder in den Buna-Werken der IG Farben in Auschwitz-Monowitz Zwangsarbeit leisten. Hier war er im Straßen-, Baracken- und Gebäudebau tätig und leistete Dienste in einer Reinigungskolonne.
Eine weitere Station seiner Häftlings-Odyssee war das Warschauer Ghetto. Hier war er bei Aufräumarbeiten und als „Postentürme-Reiniger“ eingesetzt. Ein Todesmarsch führte ihn in das Waldlager des KZ-Außenlagerkomplexes Mühldorf, ein Außenlager des KZ Dachau. Er zählte zu den Zwangsarbeitern, die eine Rüstungsfabrik für Messerschmitt errichteten (Weingut I). Als kurz vor Kriegsende amerikanische Truppen immer näher rückten, wurde das Lager evakuiert. In Poing wurde er am 27. April 1945 Zeuge des Massakers an Mithäftlingen, bevor er am 1. Mai 1945 von amerikanischen Soldaten befreit wurde.

### Übersiedlung in die USA
Nach einem sehr kurzem Aufenthalt im DP-Lager Feldafing trat er mit Hilfe der amerikanischen Truppen den Weg in seine slowakische Heimat an. Ihm persönlich bekannte Personen, die sich vor Ort direkt an der Judendeportation beteiligt hatten, waren noch in ihren Ämtern. Princz erlangte nach und nach Gewissheit, dass keiner seiner Familienangehörigen den Holocaust überlebt hatte. 1946 siedelte er in die USA um. Ab 1949 lebte er in New Jersey.
Dort heiratete er 1956 und hatte mit seiner Ehefrau zwei Töchter und einen Sohn. Nach einer Tätigkeit als Fleischer in einem Supermarkt kaufte und leitete er diesen. Princz starb 2001 infolge einer Krebserkrankung.

### Kampf um Entschädigung
Von den Vereinigten Staaten aus versuchte Hugo Princz, eine finanzielle Entschädigung für das an ihm verübte Unrecht zu erhalten. Er stellte einen Antrag auf „Wiedergutmachung“ nach dem Bundesgesetz zur Entschädigung für Opfer der nationalsozialistischen Verfolgung (BEG). Im November 1955 wurde dieser Antrag abgelehnt. Er habe nicht innerhalb der deutschen Grenzen von 1937 gewohnt, er sei auch kein Flüchtling im Sinne der Genfer Konvention. Amerikanische Politiker wie Edward J. Patten und Bill Bradley, beides Vertreter von Princz’ neuer Heimat New Jersey im Repräsentantenhaus beziehungsweise im Senat, konnten in dieser Sache nichts ausrichten. Auch die Einschaltung von Anwälten blieb zunächst erfolglos. Mitte der 1980er Jahre übernahm Rechtsanwalt Steven Perles den Fall.
Der Rechtsstreit gewann erst an Dynamik, als sich weltweit die Rahmenbedingungen erheblich verändert hatten: Nach dem Ende des Ost-West-Konflikts Ende der 1980er Jahre und der deutschen Wiedervereinigung 1990 wurde Deutschland vor allem aus Osteuropa mit Entschädigungsforderungen für Zwangsarbeit konfrontiert, sie führten zu Globalabkommen mit Staaten aus Ost- und Ostmitteleuropa. Durch die Globalisierung der Geschäfte deutscher Großunternehmen wurden diese zunehmend abhängig von ihrem Image, auch und insbesondere in den Vereinigten Staaten.
1992 verklagte Perles im Auftrag seines Mandanten Deutschland auf Zahlung von 17 Millionen USD. Die Öffentlichkeit stand zu großen Teilen hinter dem Kläger. Im Juli 1994 wies das Bundesberufungsgericht für den District of Columbia die Klage mit Verweis auf die Staatenimmunität ab. Im Januar 1995 lehnte es der Supreme Court ab, sich mit dieser Entscheidung zu befassen.
Mit Hilfe seiner Anwälte verklagte Princz daraufhin behelfsweise die Unternehmen Daimler-Benz als Rechtsnachfolger von Messerschmitt sowie BASF, Bayer und Hoechst als Rechtsnachfolger der IG Farben. Zugleich bemühten sie sich um Hilfe im amerikanischen Kongress, um derartige Fälle zukünftig in den Vereinigten Staaten verhandelbar zu machen. Daimler-Benz meinte anfänglich, diese Forderung juristisch mit Verweis auf Nichtzuständigkeit abwehren zu können – Zwangsarbeiter seien vom Staat zugewiesen worden, man sei nicht der direkte Rechtsnachfolger von Messerschmitt, Princz habe nicht direkt für Messerschmitt Zwangsarbeit leisten müssen, sondern für eine für das Rüstungsunternehmen tätige Baufirma. Unter dem Druck der Öffentlichkeit lenkte der Konzern jedoch genauso ein wie die drei beklagten Chemieunternehmen. Die Anwälte der Streitparteien einigten sich auf einen Vergleich. Princz zog seine Klage zurück, im Gegenzug zahlten die Unternehmen 800.000 USD. Diese Summe, von den Unternehmen als Spende deklariert, wurde nicht direkt an Princz gezahlt, sondern über das American Jewish Committee transferiert.
Da der amerikanische Präsident Bill Clinton mit Bundeskanzler Helmut Kohl und Außenminister Warren Christopher mit seinem deutschen Kollegen Klaus Kinkel über die Klage von Princz sprachen, ließ sich die deutsche Bundesregierung im September 1995 darauf ein, mit den Vereinigten Staaten ebenfalls ein Globalabkommen zu schließen. Es hatte einen Umfang von 3,1 Millionen DM. Diese einmalig gezahlte Summe war für Princz und 10 weitere namentlich bekannte Personen bestimmt, die zur Zeit ihrer Verfolgung Bürger der USA gewesen waren und in Konzentrationslagern Zwangsarbeit geleistet hatten.
Insbesondere die Einigung mit den Unternehmen erzeugte ein breites Medienecho, unter anderem weil die gezahlten Summen deutlich höher waren als die für ehemalige Zwangsarbeiter aus Ost- und Ostmitteleuropa. Mit einer Kleinen Anfrage bat die PDS-Bundestagsgruppe im November 1995 ausdrücklich um Auskunft darüber, warum Hugo Princz „eine Entschädigung in Millionenhöhe zugebilligt“ wurde, wenn „polnischen Zwangsarbeitern eine individuelle Entschädigungsleistung verwehrt“ werde. Die Bundesregierung ging in ihrer Antwort – mit Hinweis, dass die Verteilung der bereitgestellten Mittel im Ermessen der amerikanischen Regierung liege – nicht konkret auf diese Frage ein. 1999 folgte ein zweites Globalabkommen zwischen der Bundesrepublik und den Vereinigten Staaten, mit dessen Hilfe weitere 240 amerikanische Staatsbürger, die in Konzentrationslagern inhaftiert gewesen waren, mit jeweils rund 100.000 Dollar entschädigt wurden. Dieses Abkommen wird gelegentlich Princz-II-Abkommen genannt.
Über den Einzelfall hinausgreifend gilt der Fall Princz als einer der Faktoren, die dazu beitrugen, dass im Jahr 2000 die Stiftung „Erinnerung, Verantwortung und Zukunft“ errichtet wurde. „Dass dieser Fonds so lange Zeit nach dem Ende des Zweiten Weltkriegs überhaupt noch ins Leben gerufen worden war, verdankte sich vor allem der Sorge der deutschen Regierung und deutscher Firmen vor den möglichen Auswirkungen von Schadensersatzklagen ehemaliger Zwangsarbeiter in den USA.“ Verfahren vor amerikanischen Gerichten – bis zur Ankündigung der Stiftungsinitiative am 16. Februar 1999 war die Zahl der laufenden Sammelklagen gegen deutsche Unternehmen auf 31 angestiegen – ließen deutsche Unternehmen fürchten, zukünftig mit millionenschweren Klagen rechnen zu müssen.

### Zeitzeuge und Archivalien
Am 17. Februar 1987 führte Bernard Weinstein für das Kean College of New Jersey Holocaust Resource Center ein Interview mit Princz durch. Das rund eineinhalbstündige Gespräch wurde per Video aufgezeichnet. 1995 ging die Aufzeichnung in den Besitz des United States Holocaust Memorial Museums über. Heute ist sie in digitalisierter Form auf dessen Website verfügbar. Im Bestand des Museums befinden sich ferner die Unterlagen von Hugo Princz aus seinem Prozess gegen die Bundesrepublik Deutschland.